# Любецька марка
Любецька марка (нім. Lübsche Марк, Lübeck Mark, лат. Marca Lubicensis) — з 1359 року грошово-вагова, а з 1502 року грошова одиниця Ганзейського міста Любека. Останні марки Любека карбувалися у 1914 році.

## Історія

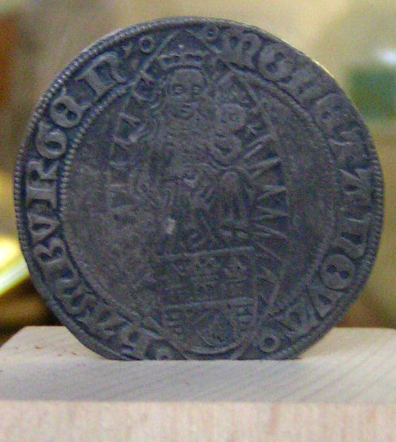
Одна з перших обігових марок Любека та Гамбурга

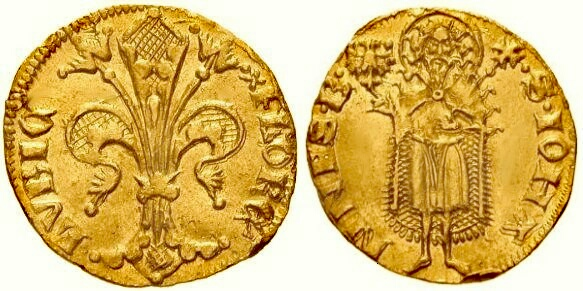
Золотий гульден, 1341 рік.

У документах 1255 року в монетній угоді згадуються міста Любек і Гамбург. В угоді говориться, що надається дозвіл на спільне карбування монет з 34 футів на марку срібла. Гамбург, Любек, Вісмар і Люнебург дотримуються угоди. Ганзейське місто Росток, Штральзунд, Грайфсвальд, князівства Померанія та Мекленбург, Шлезвіг-Гольштейн дотримуються угоди частково. Повне право на карбування монет місто Любек отримує у 1226 році, місто Штаде — у 1272, Люнебург — у 1293, Кіль — у 1318, Гановер — у 1322, Штеттин — у 1345, Вісмар — у 1359. У 1293 році у Гамбурзі використовували позичений монетний штемпель у міста Любека. У 1325 році граф Гольштейн продав Гамбургу штемпель. У 1325 Південні міста Грайфсвальд, Анклам, Штральзунд і Росток набувають право на карбування монет. У 1304—1305 роках за тим самим стандартом карбування з'явився оновлений контракт. У 1329 році було викарбувано з марки щирого срібла монети на суму 3 любецькі марки 2 шилінги 8 пфенігів, але вже в 1346 році прирівнювалися до 3 любецьких марок, 9 шилінгів та 8 пфенігів. У 1372 до 4 любецьких марок 2 шилінгів та 4 пфенігів. У 1375 році до 4 марок 3 шилінгів, при цьому зазначається, що срібло грошових знаків Любека було тільки 14¼ лотів, в той час, коли марка коштувала 7 квентінів, і ця марка називалась еталонною. У 1356 році курфюрсти, ті що мали в запасах золоті зливки, отримали право на карбування золотих монет. Як для Любека, так і для інших держав, товарообмін базувався в основному на сріблі. Але у Любеку карбували і золоті гульдени ще з 1340 року. В цьому ж році курфюрст Людвіг IV Баварський ввів у Любеку золотой монетний стандарт. У 1358 році Ганзейська унія створила свій адміністративний центр в Любеку — Королівство Ганзи. У 1373 та у 1379 роках Гамбург, Вісмар і Любек припинили використовувати монетну систему Людвіга IV Баварського. З 1379 року любецька марка стала основною грошово-ваговою одиницею в торгівлі з регіонами Балтійського моря. У Любеку до 16-лотного срібла стали додавати 3 лоти міді. Тож 3 марки та 2 шилінги стали дорівнювати 608 пфенігам, або 152 віттенам (білі пфенінги (нім. Witten). Ці 152 віттени з 12-лотовою срібною маркою відповідали 4 маркам любецьким 3 шилінгам та 7 пфенігам і дорівнювали 810⅔ пфенігам, або 202⅔ віттенам еталоної марки. Так у 1384 та 1387 роках з марки щирого срібла виробили 180 віттенів, що становило 45 частин марки. З цією підміною не збігалися результати досліджень, згідно з якими в XIX столітті було доведене існування відповідних монет. В іншій частині Нижньої Німеччини, де діяла валюта Любека, карбувалися здебільшого пфеніги та шилінги, а також віттени, плапери та гроши. Згідно з цими дослідженнями не зовсім зрозуміло, чи були ті всі монети повновартісними. Марки, шилінги та віттени мали бути обіговими монетами, але при цьому дозволялися в обігу і пфеніги, плаферти та решта розмінних монет. Карбувався шилінг Любека з 1432 та марка з 1502 років, лише відтоді вони стали повноцінними обіговими монетами.

1 гульден (2 любецькі марки), 1528 року

Золотий гульден (2 марки), XVI ст.

## Монетарна політика Любека та Гамбурга

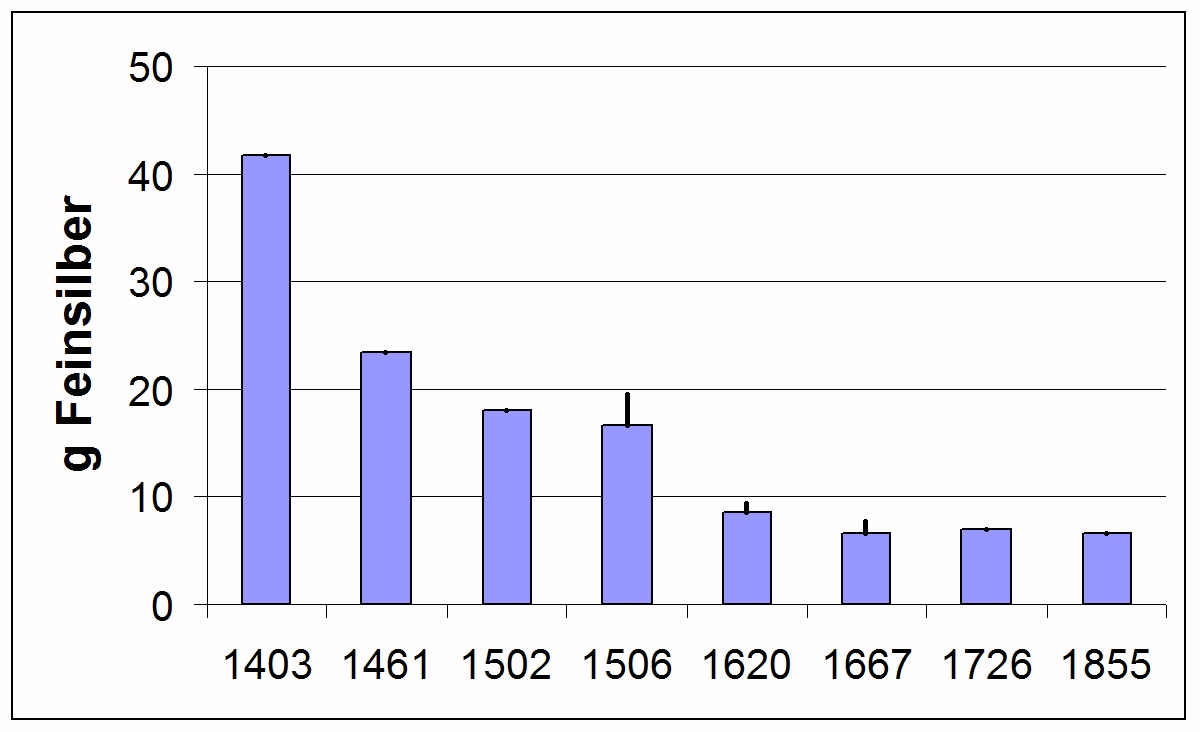
Порівняльна таблиця вагової марки до еталонної. 1403—1855 років

Монетна система Любека Венденського карбування (приблизно 1379—1569 роки), яка базувалася на основі срібної грошової одиниці з розподілом: 1 марка Любека = 16 шилінгам = 192 пфенігам Любека; 1 шилінг = 12 пфенігам; 1 віттен = 4 пфенігам. З 1410 року) та 1 блаферт = 2 пфенігам.
У 1502 були викарбувані перші марки Любека номіналами в 2⁄3 марки (14,4 г срібла) та 1⁄20 марки (7,15 г срібла (6,7 г щирого срібла). У 1506 році Гамбург дає дозвіл на карбування нових віттенів, плаффертів та пфенігів. 208 віттенів у співвідношенні до марки в 5-лотах срібла та 1 грен 628 пфенігів 3 віттени дорівнювали 1 еталонній марці. 1 еталонна срібна марка рівнялася 13 базовим маркам або 2633⅕ пфенігам, або 11 шилінгам. Того ж року, всі морські міста вирішують замінити 3 різні марки на талер, як більш конкурентну срібну грошову одиницю. Було запропоновано за законом Грешема ввести до обігу третій погіршений варіант 1515 року (1 еталонна срібна марка = 212 шилінгів. (13¼ вагових марок). У 1519 Гамбург викарбував перший монетний гульден із 8 талерів з 15-лотових марок. 8 талерів 8 марок любецьких та 6 4⁄10 пфенігів дорівнювали 1 еталонній марці.

## Хронологія подальшого розвитку монетних систем

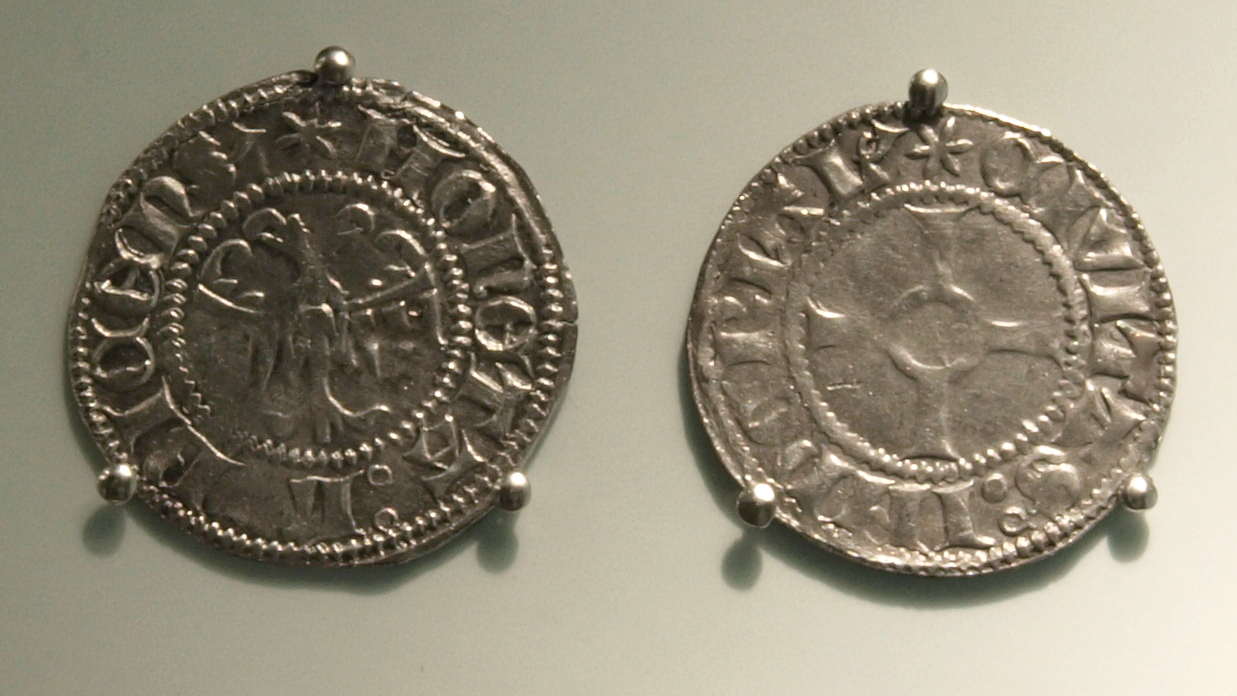
Вітенн 1379—1381 років

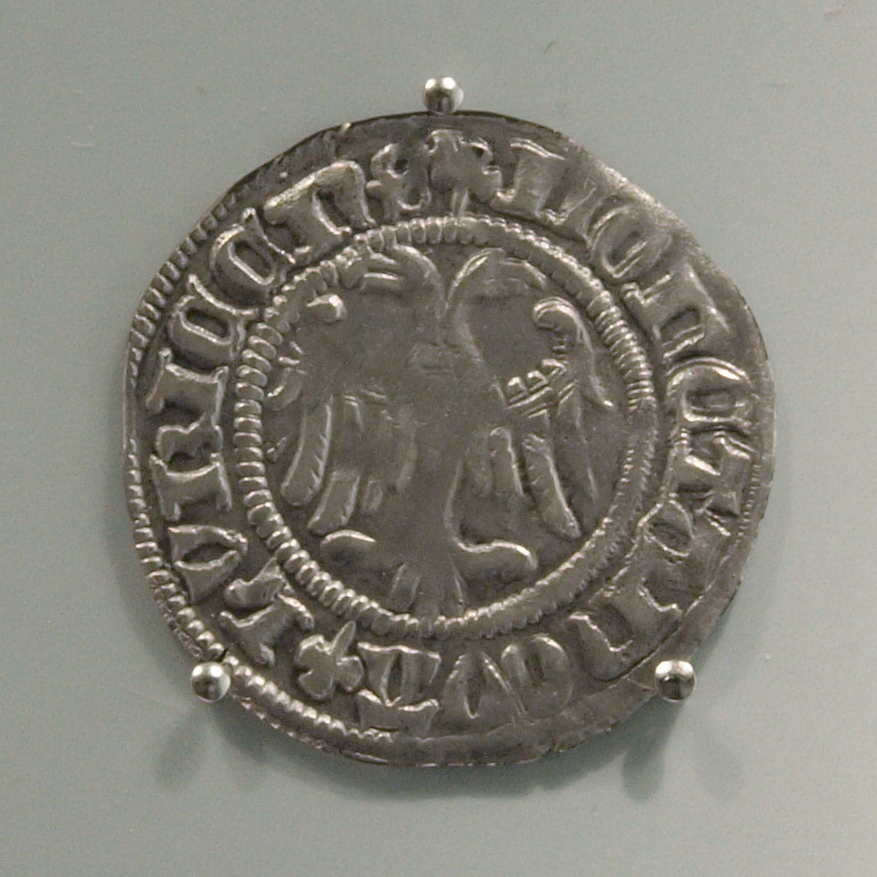
Шилінг, 1433 року

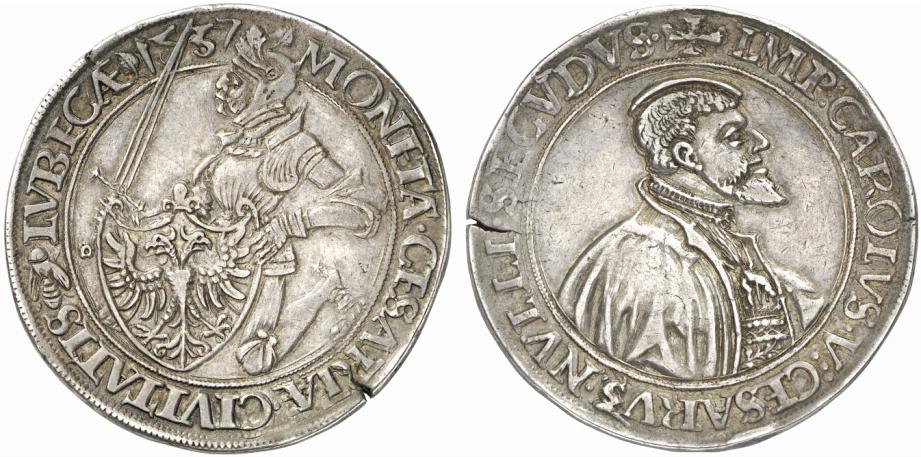
Бремзталер, 1537 року

- 1524: Перше імператорське (есслінгер (нім. Esslinger)) монетарне упорядковування Карлом V, яким визначали вагу за кельнською ваговою маркою — 233,856 г на 1 еталонну марку. Ця вага зберігалась до 1857 року, решта правил карбування залишаються незмінними.
- 1533: 1 йохімсталер = 2 любецьким маркам та 13 пфенігам = 45 шилінгам.
- 1537: За саксонським зразком, за дорученням бургомістра Ніколауса Бремзе, Любек дозволив карбувати бремзталер іншим державам.
- 1546: Разом з об'єднаним талером вперше почали карбувалися чужі срібні монети.
- 1551: Друге монетарне упорядкування: 1 гульден = 1 гульденгрошу = 1½ любецькій марці = 24 шилінгам (1 шилінг — 0,93 г щирого срібла). Вартість 1 гроша 3 пфенінгів відповідало 20 базовим гульденам.
- 1554: Третє Державне монетарне упорядкування: 1 рейнський гульден = 2 любецьким маркам = 32 шилінгам.
- 1559: 1 шилінг = 19,6 асам (0,94 г щирого срібла).
- 1564: 258 талера Любека 2 шилінги = 500 любецьким маркам, або 1 талер = 31 шилінгам.
- 1567: Відокремлення Нижньої Саксонії від держав монетарної політики, позбавило любецький шилінг можливості існувати, через те, що він більше не відповідав державному монетарному упорядкуванню. Проте Любек та Гамбург укріпили шилінг.
- 1571: 1 любецька марка = ½ талерам, або 1 талер = 32 шилінгам.
- 1583: 1 рейнський гульден = 1 любецькій марці 4 шилінгам = 20 шилінгам.
- 1620: монетарна домовленість між Любеком, Мекленбургом, Гамбургом та Бременом. Згідно з угодою марка Любека отримала свій символ: Знак валюти Любека

Курс до Золотих монет:
1 розеннобель = 11 любецьким маркам 8 шилінгам; 1 енгелот = 2 золотим гульденам = 7 любецьким маркам 4 шилінгам; 1 дукат, або угорський гульден = 4 маркам 12 шилінгам.
Курс до Срібних монет:
1 есллігнталер = 3 любецьким маркам = 24 подвійним шилінгам = 48 шилінгам; 1 хрестовий талер, або «товстий» талер (нім. Dicker Taler) = 3 любецьким маркам 3 шилінгам; 1 есслігнгульден = 2 любецьким маркам 10 шилінгам;
- 1667: Гамбург додає до срібла, як основу — олово.
- 1670: Щоб розпочати карбувати 1- та 2-марочні монети, міста Любек та Гамбург покращили данські 2-, 4-марочні монети та срібні гульдени. Було викарбувано більше ніж 1660 схожих монет у Ольденбурзі та Бремені. Пізніше ці монети стали подібними до монет Данії та Шлезвіга-Гольштейна. При розгляді вагових зразків з оловом розглянулося таке порівняння: 1 базовий талер = 7⁄6 есллігнталера = 3½ любецькій марці = 56 шилінгам; 1 особливий талер = 9 фусталерам, любецький талер з додатком олова 10½ фусталерів, тобто 31½ базової марки.
- 1669: карбування 4-шилінгових монет з 34 фусмарок.
- 1673-1678: 2-шилінгові монети з 32 фусмарок.
- 1675: 1-, 2- маркові монети з 30 фусмарок.
- 1687: 2 шилінгові монети з 34½ фусмарок.
- 1689: 31½ вагова марка з неякісного металу, також 1- та 2-марочні монети, з олов'яної основи дорівнювали 35 ваговим маркам у монетах на 2 шилінги.
- 1693: Любецька марка стає основною грошовою одиницею Данії й ділиться на 11⅓ основних талерів.
- 1723: Викарбувана монета номіналом у 2 марки. На сьогодні одна з найрідкісніших і найдорожчих монет Любека.
- 1726: 1 особливий талер = 1⅓ есслігнталер = 2 місцевим гульденам = 4 любецьким маркам = 64 шилінгам (2-марочні монети й далі називаються гульдени). Особливий талер в 9 фусталерах (державний талер почав карбуватися з 1566/1571 років), державний талер в лейпцигських 12 основних талерах або 36 основних марок).
- 1726—1848: На зміну основній марці приходить валютна марка Любека: 34 валютні марки = 1 кельнській марці зі щирого срібла = 42 данським маркам; 1 валютна марка (6,878 г) = ⅓ валютному талеру (11 базових талерів); 17 валютних марок = 7 пруським талерам; 68 валютних марок = 49 гульденів (24½ південнонімецьких базових гульденів); 17 валютних марок = 10 гульденів (20 австрійських базових гульденів); 100 банківських марок = 122,523 валютних марки = 40,841 валютних талерів. Проте, монетна система 1726 року полягала у встановленні стабільного курсу: 100 банківських марок на 116 валютних марок, за яким значно було переоцінено валютну марку. Це привело в першу чергу до того, що після обігу срібних грошей на їхні замінники, що рівноцінні данським грошовим одиницям, була розв'язана торговельна війна. Гамбург видав цілу низку рівноцінних обмінних акцій. Очікуваний результат (так, як і прогнозувалось раніше по закону Грешема) — переоцінені валютні грошові одиниці були лише для зайвого оподаткування міст. Валютний талер = 3 марки, 2 марки (гульдени) та марки карбувалися на основі 34 базових марок; Шилінгові монети на 36 базових марках стають як і зекслінги та драйлінги по 38 базових марок; 1 валютна марка = 16 шилінгам, 1 валютний талер = 48 шилінгам. Валютне переоцінення продовжується до 1726 у Лауенбурзі, та до 1763 у Мекленбурзі-Шверіні.
- 1769: Базовий розподіл курсу Гармурга: 27 5⁄8 в рівноцінності до 16 шилінгів = 9 5⁄24 імператорським талерам 48 шилінгам = 13 13⁄16 гульденам = 1 еталонній кельнській марці.
- 1777: Альтонський основний курс: 27¾ основних марок = 9¼ еслігталерам = 13 7⁄8 гульденів = 1 еталонній кельнській марці.
- 1821 Прусська грошова реформа: 5 валютних марок = 80 шилінгам = 1 подвійному талеру (пізніше подвійний талер замінився у Гамбурзі на 5 марок)
- 1834 набуває чинності митне об'єднання.
- 1848: 35 валютних марок = 1 кельнській марці щирого срібла = 42 данським маркам; 1 валютна марка (6,682 г) = 1⅕ данській марці; 100 банківських марок = 126,126 валютним маркам = 42,042 валютному талеру.

## Монетні реформи 1871 та 1873 років

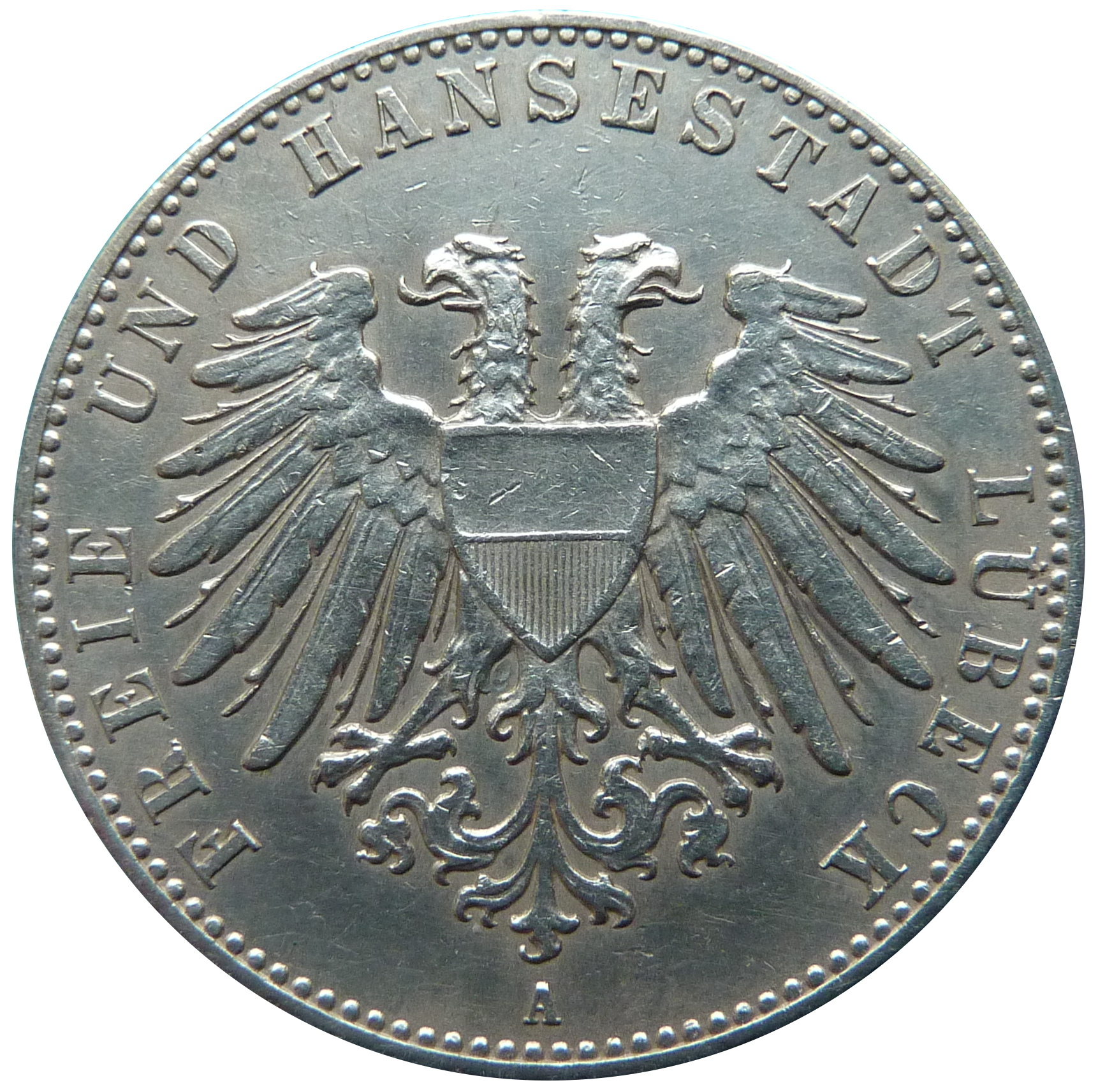
Аверс 2-х марок зразка 1901 року

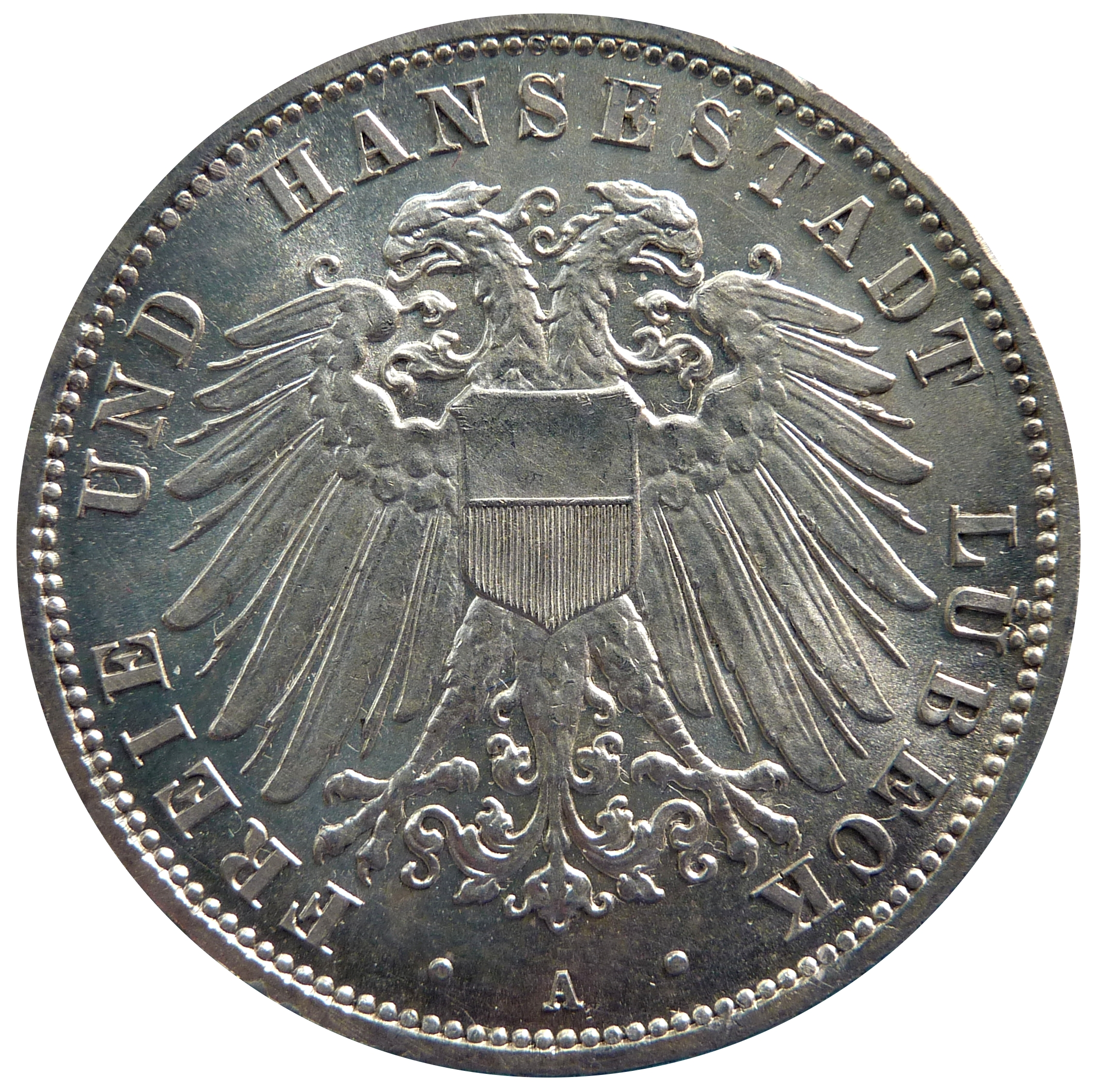
Аверс 3-х марок, 1908—1914

Згідно з монетною реформою 1871 року обігові срібні монети земель обмінювалися за курсом на нові марки Німецької імперії. 1 данська марка (0,358 г щирого золота) була відповідною до 1 нової валютної марки (0,430 г щирого золота). У фактичному обігу срібла (6,682 г щирого срібла в марці) обмінні процеси орієнтувалися на еквівалентність золота до срібла 1:15,5. Це відношення стосувалося старих грошових одиниць. Для нових золотих монет срібні монети стали розмінними монетами. Так старий валютний талер Любека в 48 шилінгів став розмінною монетою для 3 валютних марок. Новим валютним талером на недовгий час став північнонімецький талер, який прирівнювався до 2½ валютних талерів інших земель, або дорівнював 40 шилінгам (Пізніше по вазі він дорівнював 3 маркам і перебував у обігу до 1907 року включно.). 1 старий талер = 1 валютному талеру Гамбурга, чи талер Любека, який дорівнював 3 валютним маркам = 5⁄8 державним банківським талерам = ⅘ особливим талерам = 1⅕ пруському талеру = 3⅗ державній марці. З 1871 року любецька марка дорівнювала 100 пфенігам.